# Dwipa

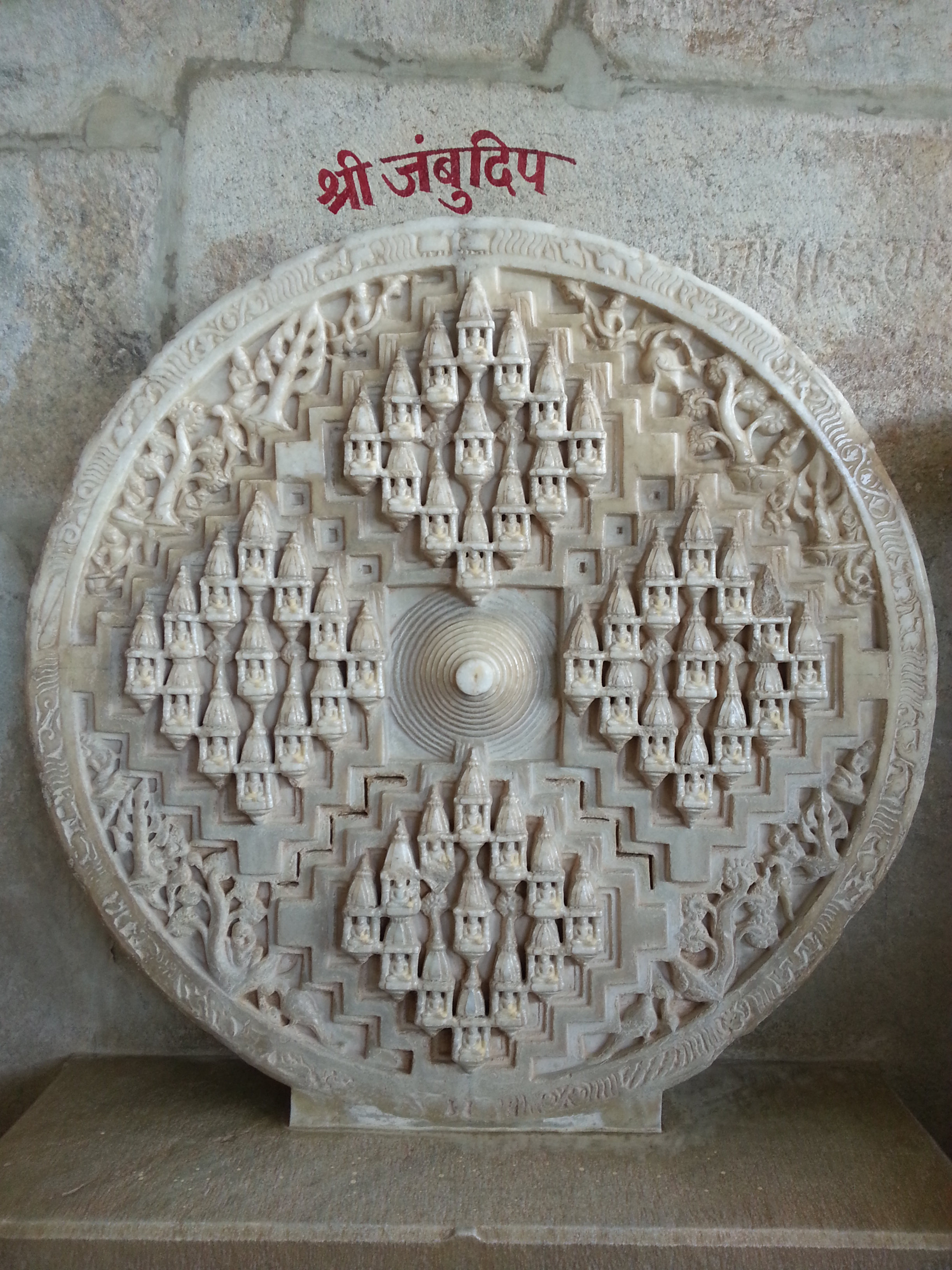
Przedstawienie wyspy Dźambudwipy z Ranakpuru, ukazujące cztery kontynenty wokół Meru

Dwipa (dewanagari: dवीप trl. dvīpa, "wyspa") – jeden z podstawowych elementów w kosmologii religii dharmicznych oznaczający kontynent (ląd, region) lub wyspę. 

## Hinduizm

### Liczba dwip
Dzieła hinduistyczne nie zawsze wskazują istnienie tej samej liczby wysp Ziemi. Wymienia się cztery, siedem, trzynaście lub osiemnaście dwip.
Jogabhaszja podaje osiem kontynentów dodając kontynent o nazwie Gomedhadwipa.

### Saptadwipa
Kosmologia hinduistyczna wymienia często siedem kontynentów rozmieszczonych na oceanie, wokół góry Meru:
1. Dźambudwipa - Wyspa kwitnącej jabłoni, Wyspa Różanej Jabłoni
2. Plakszadwipa
3. Samaladwipa
4. Kuśadwipa
5. Krauńćadwipa
6. Śakadwipa - otoczona morzem mleka
7. Puszkaradwipa

- Pierwszy z listy, określany jako kontynent centralny, odpowiada Indiom. Zawiera pięć mitologicznych gór[4].

- Według Wajupurany kontynent Plakszadwipa zamieszkują siddhowie[5].